# Адалберт I фон Ортенбург
Адалберт I фон Ортенбург (на немски: Adalbert I von Ortenburg; * ок. 1055; † август 1096) от баварския благороднически род Хиршберг е граф на Ортенбург в Каринтия.

## Биография
Той е син на Алтман граф при Фрайзинг († 1039/1047) или на Хартвиг II († 1069), граф на Долен Ампер и съпругата му Авиза, дъщеря на граф Алтман фон Кюбах.
Брат е на граф Ернст I фон Грьоглинг и Отенбург († 1096/1098) и на граф Удалшалк I фон Лурнгау († ок. 1115). Чичо е на Гебхард II фон Грьоглинг († 1149), епископ на Айхщет (1125 – 1149), син на брат му Ернст, и на Алтман фон Лурнгау († 1149), епископ на Тренто (1124 – 1149), син на брат му Удалшалк.
Адалберт I фон Ортенбург започва ок. 1090 г. строежа на замък Ортенбург. Жени се за Берта фон Дисен (* 1060; † август 1096), дъщеря на граф Ото I фон Дисен († ок. 1065). Нейната сестра Беатрикс фон Дисен е омъжена ок. 1075 г. за херцог Хайнрих III от Каринтия († 1122).

## Деца
Адалберт I фон Ортенбург и Берта фон Дисен имат децата:
- Адалберт фон Ортенбург († сл. 1091)
- Ото I фон Ортенбург (* ок. 1088/1090; † 1147), граф в Лурнгау и на Ортенбург, женен за Агнес фон Ауершперг (* 1101; † 1178)
- Улрих фон Ортенбург († сл. 1130 в Розацо), монах в Розах